# Летни олимпийски игри 1932
Десетите летни олимпийски игри се провеждат в Лос Анджелис, САЩ от 30 юли до 14 август, 1932 г. Лос Анджелис е единственият кандидат за домакин на игрите, като преди това не е одобрен през 1924 и 1928.
Игрите се провеждат по време на Голямата депресия, което води до много малък брой участващи страни и спортисти, поради невъзможността да платят билетите си до САЩ. Президентът на САЩ – Хърбърт Хувър не присъства нито веднъж на олимпиадата, което го прави първият държавен глава неуважил олимпийските игри.
Парите похарчени за организиране на олимпиадата надхвърлят 1 000 000 щатски долара, което е рекорд по това време.
За пръв път от 1896 игрите продължават само 2 седмици.

## Факти и рекорди
- За пръв път е построено олимпийско село. В него са настанени всички участващи мъже. Жените са подслонени в хотел.

- Бейб Дидриксън става един от най-успешните атлети. Той печели златен медал в хвърлянето на копие и в бягането с препятствия.

- В хокеят на трева участват само 3 страни – Индия, САЩ и Япония. Домакините губят от Индия с 1 – 24 и от Япония с 2 – 9. Шампион за пореден път е Индия.

- Полякинята Станислава Валасиевич печели златния медал в бягането на 100 метра. След смъртта ѝ през 1980 е установено, че тя всъщност е била интерсексуална и е нямала право да участва.

- Финландецът Пааво Нурми не може да участва, поради факта, че е професионалист.

- Еди Толън печели състезанията на 100 и 200 метра бягане при мъжете.

- Американката Хелън Мадисън печели три златни медала в плуването.

- Японецът Такеичи Ниши донася единственият и до днес златен медал за Япония в конния спорт. Той умира през 1945 в Битката за Иво Джима.

- Само 24-ма бразилски спортиста от общо 60 завършват олимпиадата. Бразилия е в много влошено икономическо състояние по време на голямата депресия и единствения начин да изпратят спортистите си в Лос Анджелис е да ги натоварят на кораб, превозващ 25 тона кафе.

- За пръв път е въведено изпълнението на национален химн в чест на победителите[1].

## Медали
| Място | Държава        | Злато | Сребро | Бронз | Общо |
| 1     | САЩ            | 41    | 32     | 30    | 103  |
| 2     | Италия         | 12    | 12     | 12    | 36   |
| 3     | Франция        | 10    | 5      | 4     | 19   |
| 4     | Швеция         | 9     | 5      | 9     | 23   |
| 5     | Япония         | 7     | 7      | 4     | 18   |
| 6     | Унгария        | 6     | 4      | 5     | 15   |
| 7     | Финландия      | 5     | 8      | 12    | 25   |
| 8     | Великобритания | 4     | 7      | 5     | 16   |
| 9     | Германия       | 3     | 12     | 5     | 20   |
| 10    | Австралия      | 3     | 1      | 1     | 5    |

- България не взима участие поради голямата депресия.

## Олимпийски спортове
| - Ветроходство - Плуване - Водна топка - Вдигане на тежести - Лека атлетика - Борба - Колоездене - Фехтовка - Стрелба |  | - Модерен петобой - Гимнастика - Гребане - Тенис - Бокс - Конен спорт - Скокове във вода - Хокей |

### Демонстрационни спортове
- Американски футбол
- Лакрос